# 1007 TCN
1007 TCN là một năm trong lịch La Mã.